# Store Marstein

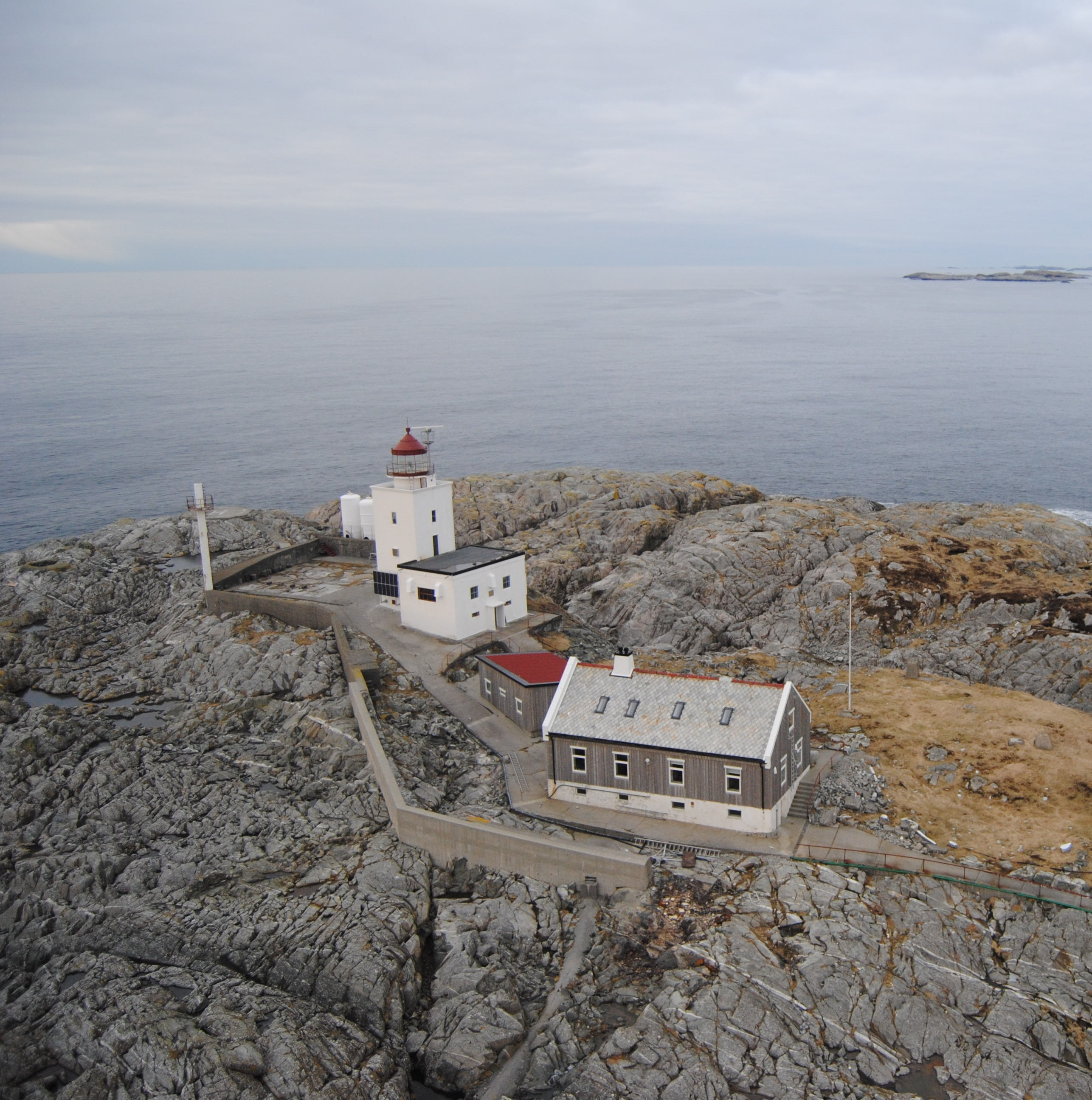
Le phare et la maison du gardien

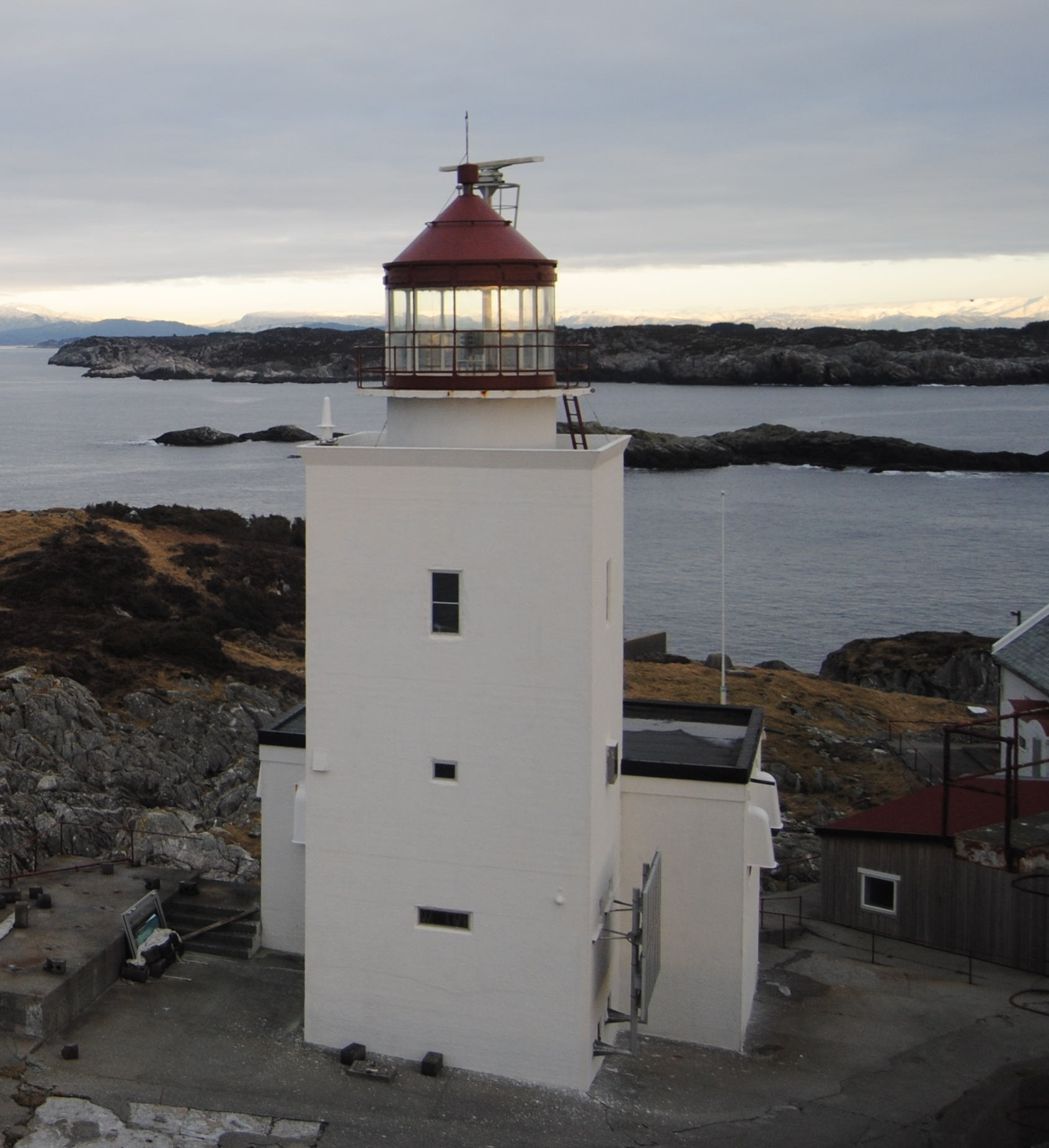
Le phare

Store Marstein est une île norvégienne dans le comté de Hordaland. Elle appartient administrativement à Austevoll.

## Géographie
Rocheuse et désertique, elle s'étend sur environ 408 m de longueur pour une largeur approximative de 335 m. Elle abrite quatre bâtiments, un phare et une petite piste. 

## Histoire
Le phare a été construit en 1877. Il marque l'entrée du Korsfjord et donc l'approche sud de Bergen et l'accès nord du Hardangerfjord.
L'île est occupée par l'armée allemande lors de l'opération Weserübung pendant la Seconde Guerre mondiale, qui y installe une batterie de huit canons. Elle est alors bombardée par les Alliés les 25 juillet et 1er août 1940.
Lors de la reconstruction d'après-guerre de 1949-50, l'ancien phare a été remplacé par celui actuel. Une nouvelle maison de gardien a été construite et l'ensemble du complexe a été entouré d'un mur de béton protecteur. En 1987, le phare a été automatisé, mais jusqu’en 2002, des gardes y ont demeuré par alternance.
Le 24 janvier 1994, la frégate norvégienne KNM Oslo (F 300) s'y échoue et le capitaine de corvette Torbjørn Tellefsen y perd la vie. Le 11 janvier 2005, l’ouragan Inga provoque d'importants dégâts sur l’île, les brise-lames étant même détruits ainsi que le poste de garde.
Depuis 2006 Austevoll est chargé de l'entretien du phare. Un accès touristique y a été établi. Les bâtiments ont été entièrement rénovés et réaménagés pour offrir onze chambres avec 22 lits, une salle de conférence et une salle des fêtes. Un héliport est aussi créé en 2013.